# Ibrahim Ghaleb
Ibrahim Ghaleb (en árabe: إبراهيم محمد غالب جحشان‎; Ras Tanura, 28 de septiembre de 1990) es un futbolista saudí que juega en la demarcación de centrocampista.

## Selección nacional
Tras jugar en la selección de fútbol sub-17 de Arabia Saudita y en la sub-20, hizo su debut con la selección absoluta el 9 de octubre de 2010 en un encuentro amistoso contra Uzbekistán que finalizó con un resultado de 4-0 a favor del combinado saudí tras los goles de Taisir Al-Jassam, un doblete de Muhannad Assiri y otro de Saleh Bashir Al-Dosari.

## Clubes
| Club       | País           | Año         | Partidos | Goles |
| ---------- | -------------- | ----------- | -------- | ----- |
| Al-Nassr   | Arabia Saudita | 2008 - 2019 | 190      | 10    |
| Al-Faisaly | Arabia Saudita | 2019 - 2020 |          |       |

## Palmarés

### Campeonatos nacionales
| Título                               | Club     | País           | Año  |
| ------------------------------------ | -------- | -------------- | ---- |
| Liga Profesional Saudí               | Al-Nassr | Arabia Saudita | 2014 |
| Liga Profesional Saudí               | Al-Nassr | Arabia Saudita | 2015 |
| Copa del Príncipe de la Corona Saudí | Al-Nassr | Arabia Saudita | 2014 |